# День «Зоряних війн»
День «Зоряних війн» (англ. Star Wars Day — неофіційне свято, що відзначається шанувальниками культової фантастичної саги Джорджа Лукаса «Зоряні війни».

## 4 травня
Основною датою Дня «Зоряних війн» (інакше — Дня Люка Скайуокера) вважається 4 травня. Дата вибрана через знамениту цитату “May the Force be with you” (“Хай буде з тобою Сила”), яку багато шанувальників обіграють як “May the fourth be with you” (англ. fourth — четвертий і May — травень). Шанувальники «Зоряних війн» виявилися не єдиними, хто використовував подібний каламбур. 4 травня 1979 року, коли Маргарет Тетчер була обрана першою жінкою — прем'єр-міністром Великої Британії, її партія розмістила оголошення в лондонських вечірніх новинах зі словами: “May the Fourth Be with You, Maggie. Congratulations” (“Четверте травня хай буде з тобою, Меггі. Вітаємо.”).
У 2005 році в інтерв'ю телеканалу N24 Джорджа Лукаса попросили вимовити знамениту цитату. Слова Лукаса “May the force be with you” синхронний перекладач на німецьку мову переклав як “Am 4. Mai sind wir bei Ihnen” (“Ми будемо з вами 4 травня”). Інтерв'ю було показано в ефірі телеканалу TV Total 18 травня 2005 року разом з перекладеною фразою.
День свята відзначають не тільки шанувальники. Наприклад, в парках атракціонів влаштовуються тематичні «дні Зоряних війн», а компанія Disney на честь 4 травня випустила серію колекційних постерів. Офіційний вебсайт саги 4 травня 2011 року оголосив про вихід Blu-ray-видання всіх шести фільмів і дав старт імпровізованому зворотному відліку.

## 5 і 6 травня

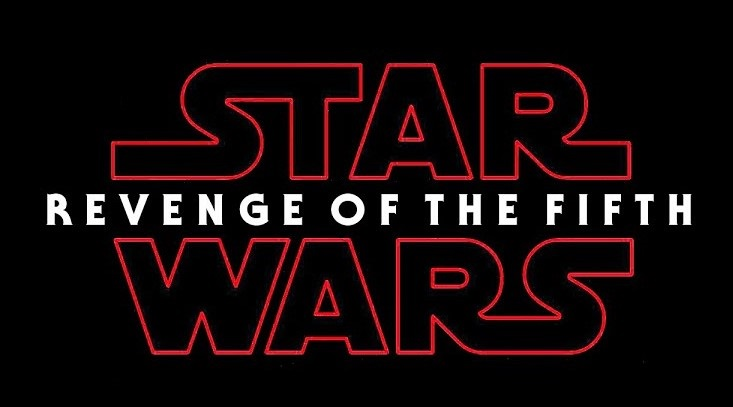
Альтернативна назва Дня «Зоряних війн»

День «Зоряних війн» став настільки популярним, що наступного дня, 5 травня, в жарт стали називати «Помста П'ятого» (англ. «Revenge of the Fifth» — на честь III епізоду саги, що має назву «Помста ситхів» (англ. «Revenge of the Sith»)). Останнє слово з назви схоже з англ. fifth — «п'ятий», на чому і побудований каламбур. У цей день фанати саги переходять на темну сторону Сили й вшановують Владик ситхів та інших антигероїв з всесвіту «Зоряних війн». Також існує інтерпретація, за якою «День реваншу» святкується 6 травня і називається «Днем реваншу Шостого» (англ. «Revenge of the Sixth» тому, що англійське слово Sith схоже як на fifth («п'ятий»), так і на sixth («шостий»).

## 25 травня
Міська рада Лос-Анджелеса у 2007 році оголосила 25 травня «днем „Зоряних війн“» на честь річниці виходу першого фільму, «Зоряні війни. Епізод IV: Нова надія», — 25 травня 1977 року. У той же день і на честь тієї ж події святкується Geek Pride Day — день гік-культури, який в США відзначається з 2008 року, але не обмежується тільки всесвітом «Зоряних воєн», а включає також «Автостопом по галактиці» Дугласа Адамса і «Плаский світ» Террі Пратчетта.